# Nogent-le-Bernard

Nogent-le-Bernard este o comună în departamentul Sarthe, Franța. În 2009 avea o populație de 879 de locuitori.